# Pierre de Montaigu (1844-1927)
 (juillet 1918).
Pierre-Augustin-Joseph, marquis de Montaigu, est un homme politique français né le 11 mars 1844 à Valenciennes (Nord) et mort le 14 octobre 1927 à La Baule (Loire-Inférieure).

## Biographie
Descendant de l'ambassadeur Pierre François de Montaigu (pl) et neveu du général Auguste Alfred de Montaigu (it), Pierre de Montaigu est le fils du marquis Auguste de Montaigu (1812-1904), conseiller général de la Loire-Inférieure et maire de Missillac, propriétaire du château de la Bretesche, et d'Euphrosine Charpentier.
Après ses études classiques au collège de Pontlevoy, il obtient une licence à la faculté de droit de Rennes, puis voyage pendant plusieurs années.
Combattant de la guerre de 1870, où il s'est brillamment illustré, il épouse en 1872 Caroline de Wendel, fille de Charles de Wendel, et occupe d'importantes fonctions dans différents conseils d'administration, notamment dans les chemins de fer, les forges et les mines, dont : la compagnie des chemins de fer d'Orléans, la compagnie nantaise des chargeurs de l'Ouest, les forges de Basse-Indre, la Compagnie des phosphates et des chemins de fer de Gafsa, la Compagnie du Boléo, etc.
Président du comice agricole et conseiller général du canton de Saint-Gildas-des-Bois de 1883 à 1927, vice-président du Conseil général de la Loire-Inférieure à  partir de 1900, il est député monarchiste de la Loire-Inférieure de 1898 à 1910, dont pour la dernière fois le 6 mai 1906, par 13 962 voix contre 5 435 à Couëtoux du Tertre. À la Chambre, il s'oppose aux ministères radicaux et au projet de loi de séparation des Églises et de l'État, et se montre un partisan des traités de commerce avec réciprocité.
À la fin de la législature, il ne se représente pas et laisse la place à son fils, Hubert de Montaigu. Il retrouve un mandat parlementaire le 11 janvier 1920, en se faisant élire, au premier tour, sénateur de la Loire-Inférieure. Il obtient sa réélection, toujours au premier tour, le 6 janvier 1924.
Avec son épouse, il fonde la Maison Saint-Charles à Missillac en 1898, maison d'accueil et d'assistance pour les personnes âgées et les personnes malades.
Collectionneur et un archéologue, il est commissaire à l'Exposition universelle de 1900 (commission des armes) et membre de plusieurs sociétés savantes.